# GSC8133-2555
GSC8133-2555 — хімічно пекулярна зоря спектрального класу A2, що має видиму зоряну величину в смузі V приблизно  9,7.

## Пекулярний хімічний склад
Зоряна атмосфера GSC8133-2555 має підвищений вміст 
Si
.